# Гирш, Шимшон Рафаэль
Шимшон Рафаэль Гирш (Шимшон бен Рефаэль Гирш, ивр. שמשון רפאל הירש‎, 1808, Гамбург — 1888, Франкфурт-на-Майне) — раввин, комментатор Писаний, один из духовных лидеров евреев Европы.

## Биография
Родился в Гамбурге 24 сивана 1808 года. Происходил из почтенного раввинского рода, его дед Мендл Франкфуртер был учеником Й. Эйбешица и главой общины Альтоны возле Гамбурга.
В 19-летнем возрасте Шимшон переехал на юг Германии, в Мангейм, где стал учеником раввина этого города Я. Этлингера. Год спустя он получил от своего наставника раввинское посвящение.
В 1829 году Шимшон Гирш поступил в университет Бонна, он прослушал курсы по всемирной истории, по классической философии и языкам, а также занимался в физической лаборатории. В университете он впервые столкнулся с еврейской молодёжью, охваченной сомнениями в области веры и стремящейся к слиянию с немецким окружением.
В 1831 году 23-летний Гирш оставил университет и стал главным раввином небольшого герцогства Ольденбург, расположенного в Нижней Саксонии, у границы с Голландией.
В 1836 году, когда Гиршу исполнилось 28 лет, в типографии Альтоны вышла в свет его первая книга «Девятнадцать писем о еврействе», написанная по-немецки и обращённая к новому поколению евреев Германии. В классической форме эпистолярного диалога между двумя друзьями Гирш ярко и образно излагал основные идеи иудаизма, отвечая на вопросы, волновавшие современную ему молодёжь. Эта книга вызвала острые нападки со стороны «просветителей» и «реформаторов веры».
Спустя два года Гирш издал книгу, озаглавленную «Хорев, или Эссе об обязанностях евреев в изгнании».
В этом обширном сочинении он вводил читателя в мир традиционного еврейского мировоззрения, разъясняя сокровенный смысл заповедей, полученных народом Израиля у горы Хорев (другое название горы Синай). Автор подчёркивал, что заповеди Торы способствуют духовному росту человека, и поэтому призвание Израиля быть «духовным светочем» для остальных народов. Обе книги были вскоре переведены на иврит и вызвали горячее одобрение со стороны выдающихся мудрецов из Литвы, таких, как И. Салантер и И. Спектор.
Вслед за «Хоревом» появилась книга Нафтулей Нафтали («Битва Нафтали»), в которой автор объявлял непримиримую войну реформизму. Он убедительно демонстрировал, как вожди реформистов искажают слова Танаха и фальсифицируют традиционные еврейские ценности.
Главным идеологом реформистов в тот период был университетский товарищ Гирша А. Гейгер (1810—1874). Отвергая многовековую традицию и отбрасывая большинство заповедей, этот «немец Моисеева закона» беззастенчиво утверждал, что его взгляды основаны на научном анализе текста Торы, по его словам, реформисты творчески, «в духе времени», развивали идеи, содержащиеся в Писаниях и Талмуде. Именно подобные претензии реформистов и развенчивал Гирш в своих первых книгах.
В 1841 году Гирш стал главным раввином обширного округа Оснабрюк, расположенного на северо-западе Германии. Его резиденция располагалась в портовом Эмдене. Он организовал здесь школу для мальчиков, стремясь, чтобы новое поколение было связано с традиционными ценностями иудаизма с раннего детства.
В 1846 году Гирш, покинув Германию, возглавил общину Никольсбурга (ныне — Микулов, Чехия), а затем стал главным раввином всей Моравии и Австрийской Силезии, в его округе проживало около 60 тыс. евреев. После мартовской революции 1848 года его избрали представителем еврейского населения в австрийском парламенте.
В 1851 году Гирш получил приглашение из Франкфурта-на-Майне, 11 семей в этом городе приняли решение отделиться от реформистского большинства и создать особую ортодоксальную общину, возглавить которую они призывали Гирша. К этому времени реформисты захватили власть в большинстве крупнейших общин Германии, например, их лидер А. Гейгер был раввином общин Висбадена, Бреслау, Франкфурта, а затем и Берлина, столицы Пруссии. Одновременно страну захлестнула волна крещений, если в Средние века никакие казни и пытки не могли заставить евреев Германии изменить своей вере, то теперь они добровольно принимали «святое крещение» ради выгодной должности или брачных уз с немцами.
Понимая, что евреям Германии угрожает полная ассимиляция и духовная катастрофа, Шимшон Гирш принял вызов, он видел свою задачу в том, чтобы, начав почти с нуля, возродить из руин еврейскую жизнь на своей родине. Франкфурт-на-Майне был особенно подходящим полем сражения, ведь «полководец» противника А. Гейгер не только родился в семье франкфуртских «просветителей», но и сам, в качестве главного раввина, довёл некогда цветущую общину до такого состояния, когда в ней оставалось всего 11 семей, сохранивших верность законам Торы.
Не без доли горькой иронии Гирш назвал свою маленькую франкфуртскую общину Адат Йешурун («Община Йешуруна»), этим словом сама Тора называет народ Израиля в «и [ел Иаков, и] утучнел Израиль, и стал упрям; утучнел, отолстел и разжирел; и оставил он Бога, создавшего его, и презрел твердыню спасения своего» (Втор. 32:15).
Гирш начал свою деятельность во Франкфурте-на-Майне с того, что организовал две отдельные начальные еврейские школы для мальчиков и девочек.
В 1853 году за парты в его школах сели 84 ребёнка, начался первый учебный год.
На первых порах Гирш не стал создавать ни ешиву, ни дом молитвы, пояснив, что «сначала надо позаботиться о том, чтобы появились молящиеся».
Трезво оценив ситуацию, Гирш ввёл в программу, наряду с традиционными еврейскими дисциплинами, и общеобразовательные предметы. Подобную систему обучения он назвал Тора им дерех эрец («Тора в сочетании с мирскими делами»; этот принцип он почерпнул из знаменитого изречения, приведённого в трактате Авот 2:2 «хорошо сочетать изучение Торы с мирскими делами, ибо такой двойной труд уводит от греха»).
По инициативе Гирша подобные школы были созданы и в других городах Германии.
В 1854 году Гирш начал издавать ежемесячный журнал на немецком языке под названием Йешурун, в котором он опубликовал сотни блистательных статей, распространяющих духовные ценности Торы. В своих статьях и в практической деятельности Гирш призывал богобоязненных евреев по всей Германии выходить из общин, в которых преобладал реформистский дух, и создавать свои собственные общины. В этом вопросе он натолкнулся на решительное противодействие своего наставника Я. Этлингера и других ведущих раввинов, утверждавших, что размежевание между евреями противоречит букве и духу Торы. Однако дальнейшее развитие событий подтвердило правоту Гирша (Сарей амеа 6:15).
В течение многих лет Гирш работал над комментированным переводом Торы на немецкий язык, в 1867 году он выпустил в свет первый том, а к 1878 году всё издание было завершено.
Комментарий Гирша, в отличие от большинства классических комментариев, был обращён не только к знатокам Торы, но и к тем, кто сомневался в основах веры или даже утратил живую связь с еврейской традицией.
Вслед за Торой Гирш перевёл и прокомментировал Тегилим, который вышел из печати в 1882 году.
В 1895 году, через семь лет после смерти Гирша, был опубликован и его комментарий на Сидур. В последующих поколениях его комментарии выдержали десятки изданий, они были переведены на иврит и иностранные языки.
Благодаря организаторской и просветительской деятельности Гирша удалось возвратить к выполнению заповедей множество евреев, стоявших на пороге ассимиляции. В системе школ, осуществлявших принцип Тора им дерех эрец, было воспитано новое поколение, бескомпромиссно соблюдающее записи Торы и, в то же время, носящее европейское платье и принимающее активное участие в жизни современного мира. В последние годы жизни Гирша франкфуртская община Адат Йешурун состояла уже более, чем из 500 семей, многие из членов общины были бывшими реформистами или родились в реформистских семьях.
Шимшон Гирш умер во Франкфурте-на-Майне двадцать седьмого тевета 1888 года.
Хафец-Хаим образно утверждал, что Гирш «был ангелом, посланным с Небес, чтобы спасти еврейство Германии».